# Luftwaffen-Sportverein Pütnitz
Il Luftwaffen-Sportverein Pütnitz, meglio conosciuto come LSV Pütnitz, è stata una società di calcio tedesca, con sede a Pütnitz, distretto della città Damgarten.

## Storia
Il LSV Pütnitz venne fondato nel 1936 come squadra della locale base della Luftwaffe di Pütnitz, nei pressi della città di Damgarten, nel Meclemburgo. 
La squadra dopo soli due anni venne promossa nella Gauliga Pommern. 
Dopo un primo ritiro dai campionati a causa dell'inizio della seconda guerra mondiale, tornarono dopo un anno a disputare i campionati, ottenendo nella stagione 1941-1942 l'accesso alla fase finale del massimo campionato tedesco.
La squadra fu eliminata al turno di qualificazione dai capitolini del Blau-Weiß Berlin. Nella stessa stagione raggiunse il terzo turno della Tschammerpokal 1942, venendo eliminato dal LSV Stettin.
Anche la stagione seguente riuscì ad accedere alla fase nazionale della Gauliga, da cui fu eliminato al primo turno dal Berliner SV 1892. Sempre nella stessa annata raggiunse il secondo turno della Tschammerpokal 1943, competizione da cui fu eliminato dai futuri finalisti del LSV Amburgo.
Successivamente, il club si ritirò dal campionato nel settembre 1944 a causa del prosieguo negativo per la Germania della seconda guerra mondiale e sciolto.